# Radbod (Tübingen)
Radbod war ein legendärer Graf von Tübingen, der um 419 Tübingen mit einer Stadtmauer umgeben haben soll. Einer seiner Vorfahren, der ebenfalls Radbod hieß, soll unter Kaiser Vespasian Jerusalem belagert haben. Er wird im 17. Jahrhundert mehrfach erwähnt, taucht aber in der neueren Geschichtsliteratur nur selten auf.